# Ch'ŏngjin
Ch'ŏngjin (Koreaans: 청진시) is de hoofdstad van de Noord-Koreaanse provincie Noord-Hamgyŏng en was bij de laatste volkstelling van 1993 naar inwonertal de vijfde stad van het land met 582.480 inwoners. Chongjin ligt in de regio Kwanbuk en is een industriestad, verkeersknooppunt en cultureel centrum met universiteiten, hogescholen, theaters en musea. In de stad bevinden zich consulaten van Rusland en de Volksrepubliek China.

## Geografie

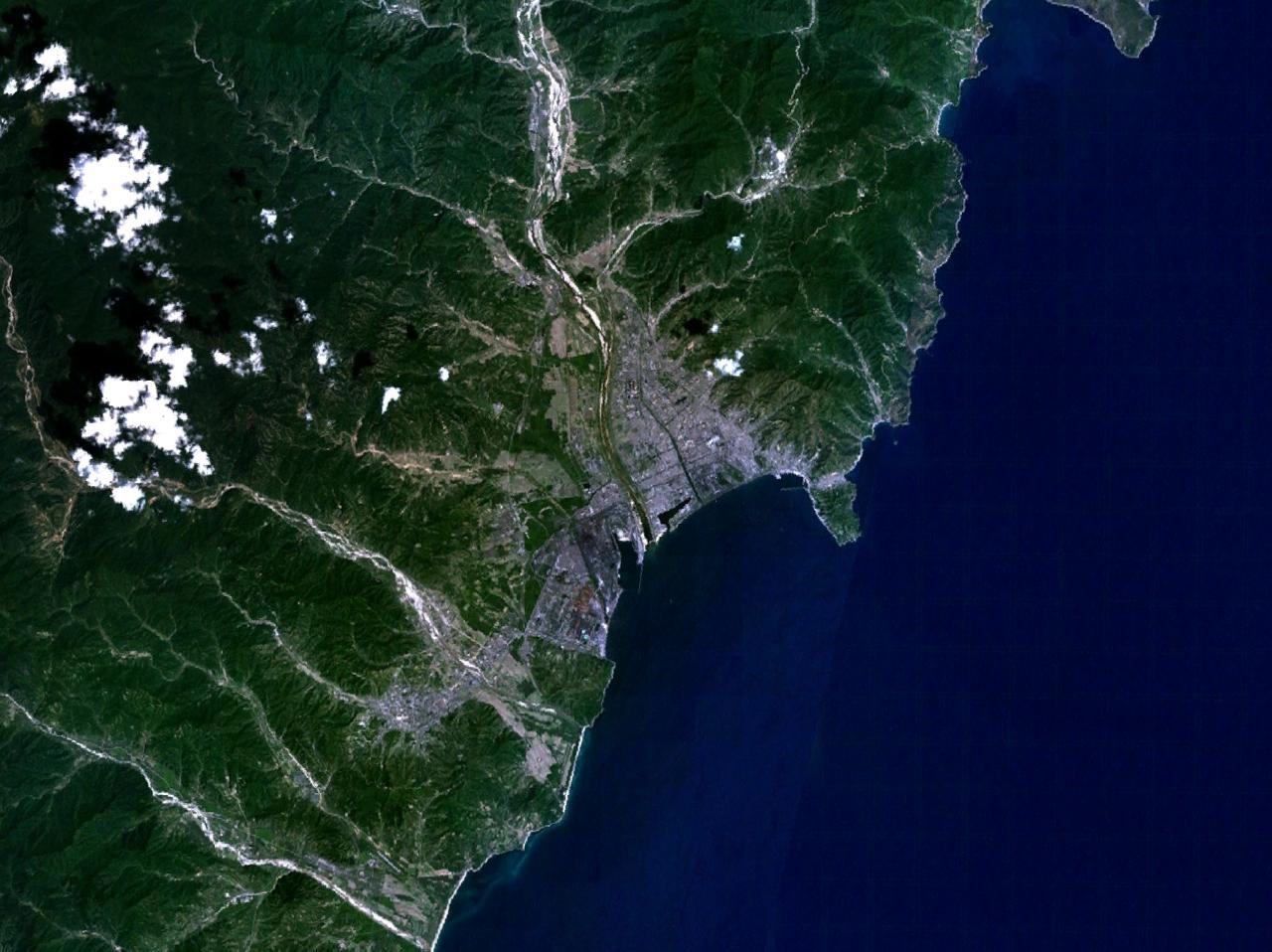
Satellietbeeld (World Wind)

De stad ligt verspreid over ongeveer 80 kilometer langs de noordoostkust van het land, aan de Oostzee (Japanse Zee), nabij de Oost-Koreabaai. Chongjin ligt op gemiddeld 693 meter boven zeeniveau. Ongeveer 80 procent van het door de stad bestuurde gebied is bedekt met bos.
Het zakendistrict van de stad spreidt zich uit naar het zuiden en het gebied langs de kust bevindt zich nabij de monding van de rivier de Sosongchon. De stad ligt op ongeveer 80 kilometer van de grens met de Volksrepubliek China, wat een groeiende stroom aan Chinese producten de stad binnenbrengt, die worden verkocht in de straten. De stad heeft een van de grootste markten van het land buiten de hoofdstad Pyongyang.

### Klimaat
De stad ligt in de gematigde klimaatzone met een gemiddelde jaartemperatuur van 7,6 °C en een jaarlijks neerslaggemiddelde van 623,4 mm.
De warmste maand is augustus met een gemiddelde van 21°C en januari is de koudste maand met een gemiddelde van -6°C. De meeste neerslag valt met gemiddeld 84 tot 135 mm tussen juni en augustus en de minste neerslag met 5 tot 8 mm tussen december en maart.
In de winter is het in Chongjin warmer dan in het binnenland. In het voorjaar en de zomer komt er vaak nevel voor. Jaarlijks zijn er gemiddeld 35 tot 45 dagen met nevel, waarvan de meeste in juni en juli voorkomen.

## Bestuurlijke indeling
Chongjin is opgedeeld in 7 stadsdistricten (Kuyŏk):
- Ch'ŏngam-guyŏk (청암구역; 青岩區域)
- P'ohang-guyŏk (포항구역; 浦港區域)
- Puyun-guyŏk (부윤구역; 富潤區域)
- Ranam-guyŏk (라남구역; 羅南區域)
- Sinam-guyŏk (신암구역; 新岩區域)
- Songp'yŏng-guyŏk (송평구역; 松坪區域)
- Sunam-guyŏk (수남구역; 水南區域)

## Geschiedenis

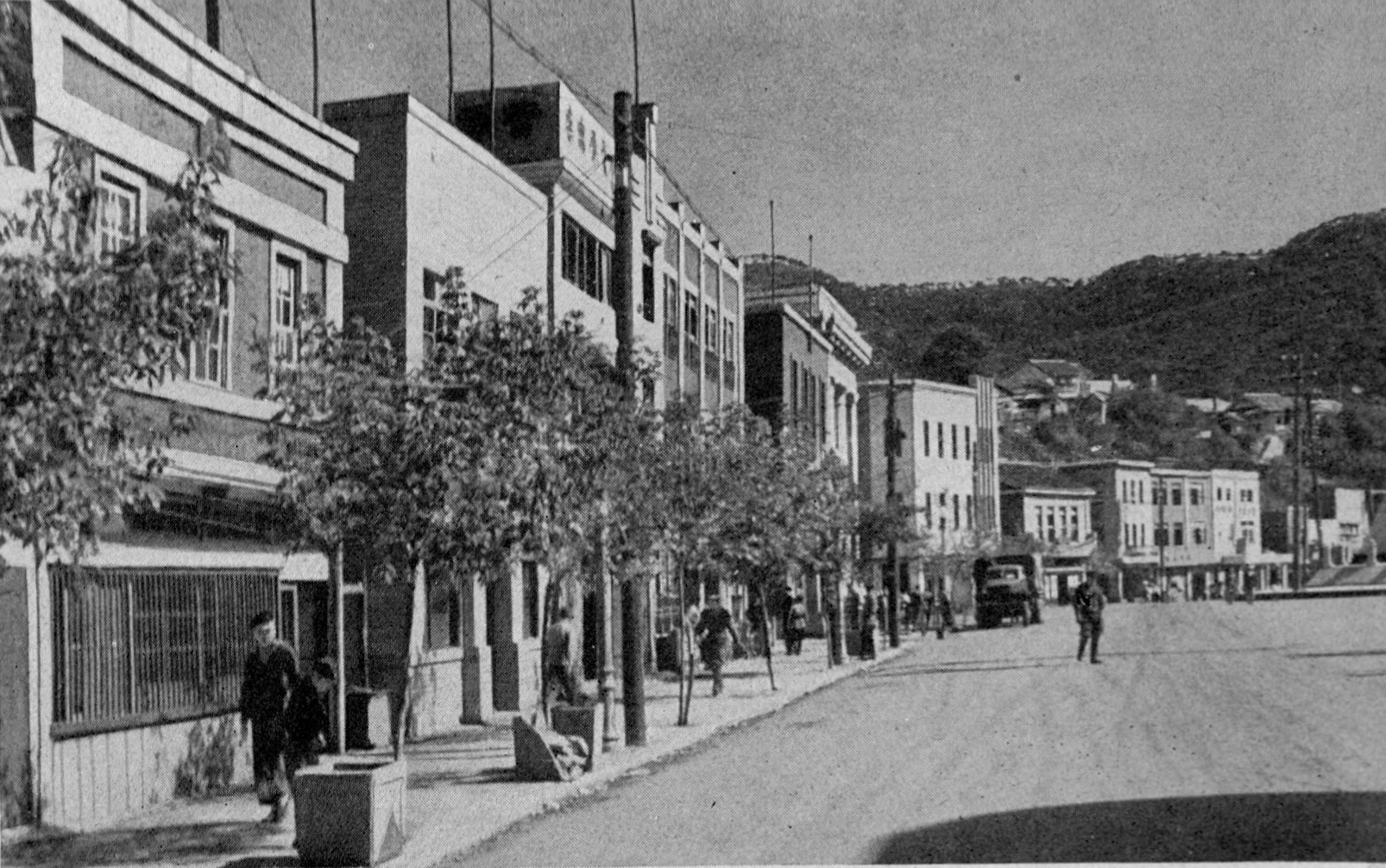
De hoofdstraat in september 1946

Chongjin was van oorsprong een vissersdorp, maar tijdens de bezetting door Japanse troepen tussen 1908 en 1945 veranderde dit. De Japanners wilden een zeeroute openstellen voor het verwerken van grondstoffen vanuit noordoost China en Korea en bouwden de plaats daarom uit tot een zeehaven. Tijdens de Koreaoorlog (1950 tot 1953) liep de stad zware verwoestingen op. Bij een bomaanval door Amerikaanse vliegtuigen op 19 augustus 1950 werden grote delen van de stad verwoest. Na de oorlog ontwikkelde Chongjin zich tot een industriestad en verkeersknooppunt voor de omliggende regio. De stad was van 1960 en 1967 en van 1977 tot 1985 bestuurlijk gezien afgescheiden van de provincie als een onafhankelijke Direct Bestuurde Stad (Chikhalsi). Voor 1960, tussen 1967 en 1977 en sinds 1985 is de stad echter onderdeel van deze provincie en is hiervan de hoofdstad. Tijdens de hongersnood in de jaren 90 werden de inwoners van de stad zwaar getroffen doordat er onvoldoende geschikte landbouwgrond is rond de stad.
In 2003 werd Chongjin door de Noord-Koreaanse regering opengesteld als handelshaven. Sindsdien hebben zich er Russische en Chinese consulaten gevestigd, waarmee het de enige Noord-Koreaanse stad is buiten de hoofdstad waar zich buitenlandse vertegenwoordigingen bevinden.

## Economie
Chongjin is een belangrijk centrum voor de staal- en vezelindustrie. Er bevinden zich een scheepswerf, locomotieffabriek, machinefabriek en een rubberfabriek, alsook metallurgie en mijnbouw. De industriële activiteiten in de stad hebben echter een groot gebrek aan grondstoffen en door de grote concentratie van industrie kent de stad een zware luchtvervuiling. Na de val van de Sovjet-Unie en door het gebrek aan olie voor het genereren van elektriciteit, staakten vele fabrieken noodgedwongen hun activiteiten in de jaren 90.
Het bekendste product van de stad is de inktvis, die in heel Noord-Korea wordt beschouwd als een delicatesse. Nabij de stad bevindt zich een waterkrachtcentrale, die ingezet wordt voor de winning van elektriciteit voor het gebied.

## Transport en stedelijk vervoer
Chongjin vormt het hoofdstation van de Wŏnsan-Rasŏnspoorlijn en de Chongjin-Rasonspoorlijn en heeft een rangeerterrein. Bij de stad ligt de Luchthaven Chongjin, waar zich een 2000 meter lange landingsbaan bevindt, die voor militaire en burgerluchtvaart wordt ingezet. In 2003 werd door de regering aangekondigd dat een oude luchthaven bij Hamhung zou worden opgewaardeerd tot de tweede internationale luchthaven van het land met een 4000-meter lange landingsbaan, maar tot op heden is dit project nog niet voltooid.
Chongjin is naast Pyongyang de enige stad in het land dat de beschikking heeft over een tramnetwerk, zij het met tweedehands tramtoestellen uit Pyongyang. Het netwerk moest oorspronkelijk 32 kilometer lang worden, maar alleen fase 1 (6 kilometer) en fase 2 (7 kilometer) werden voltooid. Fase 3 (8 kilometer) werd stopgezet wegens gebrek aan geld. Door een tekort aan elektriciteit rijden de trams onregelmatig. De stad heeft ook de beschikking over een aantal trolleybussen, die om de 2 uur rijden.

## Onderwijs en cultuur
In de stad bevinden zich zeven instellingen voor hoger onderwijs: de Universiteit van Chongjin voor Technologie, de Universiteit van Chongjin voor Mijnbouw, de Universiteit van Chongjin voor Onderwijs (twee: nr. 1 en nr. 2), Universiteit van Chongjin voor Landbouw, Universiteit van Chongjin voor Medicijnen en de Universiteit van Chongjin voor Lichte Industrie. Ook heeft de stad een onderzoekscentrum voor waterproducten.
De belangrijkste bezienswaardigheden zijn de watervallen en de berg Chibosan. De stad heeft een eigen dierentuin, maar deze heeft momenteel geen dieren meer. De stad is de thuisbasis voor het voetbalteam Chongjin Chandongcha.